# Německá zóna ochrany na Slovensku roku 1939
Německá ochranná zóna na Slovensku, neboli ochranné pásmo (německy Schutzzone) bylo území, vymezené v roce 1939 podél západních hranic první Slovenské republiky po zřízení Protektorátu Čechy a Morava. 
Zvláštní postavení zóny bylo vytvořeno již v původní německo-slovenské smlouvě (Zmluva o ochrannom vzťahu medzi Nemeckou ríšou a Slovenským štátom) ze dne 23. března 1939, která definovala vztah mezi Německem a novým Slovenským státem. Zóna byla kodifikována německo-slovenskou smlouvou ze dne 28. srpna 1939, která byla podepsána v Bratislavě. Za velitele Ochranné zóny byl velitelstvím branné moci (Oberkommando der Wehrmacht) jmenován výnosem ze dne 29. listopadu 1939 generálmajor Weck, velitel cvičiště leteckých zbraní v Malackách.

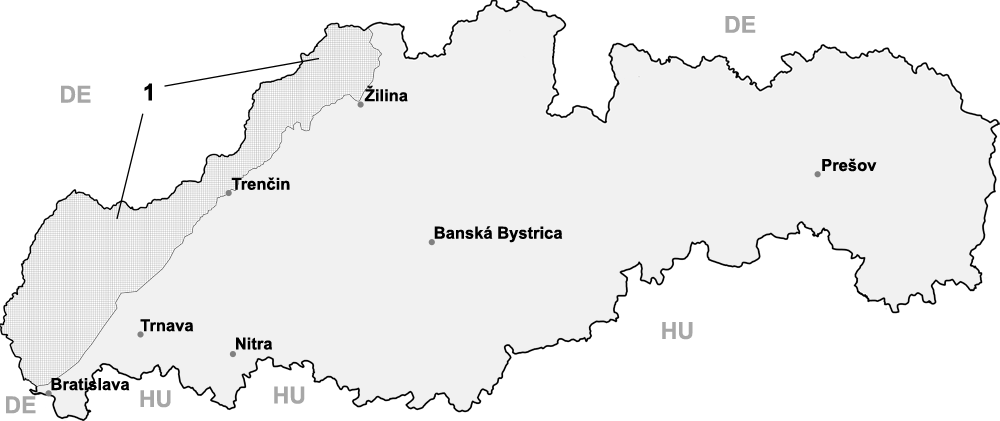
(1) Ochranná zóna na mapě Slovenskej republiky

Smlouva poskytla německému Wehrmachtu výhradní ekonomickou a politickou autoritu u hranic Protektorátu v prostoru, který byl vymezen hřebeny Malých a Bílých Karpat a pohořím Javorníků. 
Účelem zóny bylo zajistit Německu přístup ke hranicím Polska (Rzeczpospolita Polska) ze slovenského území.[zdroj?]
Němci si však udrželi kontrolu nad touto Schutzzone až do konce války, protože zde bylo několik důležitých zbrojovek a byly zde umístěny významné sklady bývalé československé armády.
Jednání o statutu ochranného pásma  neprobíhala hladce, zejména kvůli odlišným představám o slovenské části výzbroje bývalých československých ozbrojených sil, které byly uloženy na půdě Slovenska v době rozpadu československého státu. Velikost nových slovenských ozbrojených sil byla také předmětem mnoha kontroverzí. Smlouva vznikla až v srpnu 1939. 
Po vzniku Ochranné zóny (Schutzzone)  Němci zabrali a po celou válku využívali vojenské letiště v Kuchyni  a v pohoří Malých Karpat začali stavět vojenské opevnění, z nichž některé se dochovaly do současnosti. Na území byly umístěny německé vojenské posádky.
Velký vojenský výcvikový prostor byl ve Vojenském újezdu Záhorie (Malokarpatský vojenský výcvikový prostor Föhrenwald) nedaleko Malacek.